# Korneuburg
Korneuburg este un oraș district cu 11.899 loc. (în 2008) situat pe Dunăre în regiunea Weinviertel, Austria Inferioară la 12 km nord-vest de Viena.

## Date geografice
Orașul are o suprafață de 9,71 km2 din care  20,76 % este ocupată de păduri.